# Srcolovka
Srcolovka je bila hrvatska inačica popularnog američkog showa "The Dating Game" koji se prikazivao od 1965. do 2021. godine.
Koncept emisije je da slobodna žena postavlja pitanja trojici muškaraca koja su sakrivena od njezinog pogleda, te na kraju emisije odluči s kim će od njih izači na romantični izlazak u trošku televizijske kuće.
U Hrvatskoj emisija se prikazivala od svibnja 2004. na RTL televiziji, voditelj je bio Boris Mirković.

## Vanjske poveznice
- Službena RTL stranica Srcolovke – Arhivirana inačica izvorne stranice od 4. kolovoza 2004. (Wayback Machine)